# Cubbyhouse: La cabaña
Cubbyhouse: La cabaña (Cubbyhouse en V.O.) es una película australiana de terror de 2001 dirigida por Murray Fahey y protagonizada por Joshua Leonard. El estreno tuvo lugar en el Festival de Cannes, Francia.
Fue producida por David Hannay, el cual declaró ser un admirador del cineasta desde que estudiaba cinematografía en la facultad.

## Argumento
Tras divorciarse de su pareja, Lynn Graham (Belinda McClory) regresa a su Australia natal con sus tres hijos: Danny, Ivan y Natalie (Joshua Leonard, Joshua Tainish-Bianghi y Amy Raty) los cuales nacieron en Estados Unidos.
Al no tener bastantes ingresos, decide comprar una casa antigua con una cabaña a precio de ganga sin saber que tal propiedad no debería estar a la venta para una familia con niños puesto que el agente inmobiliario decide omitir este detalle. Pronto empiezan a sucederse fenómenos extraños que cambian el carácter de la familia, en especial Ivan y Natalie, los pequeños de la casa, quienes encuentran la cabaña fascinante. De manera involuntaria se sienten atraídos por una fuerza demoníaca. 
Por otra parte, Danny empieza a salir con su vecina: Bronwyn (Lauren Hewett) aparte de conocer a Harlow (Jerome Ehlers), padre afectado después de que su hijo mayor: Harrison fuese internado en una institución mental tras haber matado a sus dos hermanos pequeños en un ritual satánico llevado a cabo en la cabaña situada al lado de su casa.

## Reparto
- Joshua Leonard es Danny Graham.
- Belinda McClory es Lynn Graham.
- Amy Raty es Natalie Graham.
- Joshua Tainish-Biaghi es Ivan Graham.
- Lauren Hewett es Bronwyn McChristie.
- Jerome Ehlers es Harrison/Harlow.

## Recepción
- Stratton, David (18 de mayo de 2001). «Cubbyhouse». Variety Reviews. Consultado el 16 de septiembre de 2012.